# Луїс Копете
Луїс Фернандо Копете (ісп. Luis Copete, нар. 12 лютого 1989, Істміна) — нікарагуанський футболіст колумбійського походження, захисник клубу «Комерсіантес Унідос» та національної збірної Нікарагуа.

## Клубна кар'єра
У дорослому футболі дебютував 2009 року виступами за команду «Ла Екідад», взявши участь лише в одному матчі чемпіонату. Проте незабаром виявилося, що Луїс використовував підробні документи, які зменшували його вік з 20 до 18 років. За це футболіста дискваліфікували на півтора року і оштрафували на суму, еквівалентну 10 тис. доларів США.
Після цього Копете тривалий час лишався поза футболом, але через три роки повернувся, ставши гравцем нікарагуанського клубу «Вальтер Ферретті», до складу якого приєднався 2013 року. Відіграв за команду з Манагуа наступні три сезони своєї ігрової кар'єри. Більшість часу, проведеного у складі «Вальтер Ферретті», був основним гравцем захисту команди. Крім того 2015 року недовго грав на правах оренди за костариканський клуб «Пума Хенераленья».
Згодом у першій половині сезону 2016/17 грав за клуб «Реал Естелі».
На початку 2017 року перейшов в перуанський клуб «Комерсіантес Унідос». Відтоді встиг відіграти за нього 14 матчів в національному чемпіонаті.

## Виступи за збірну
Перебуваючи в Нікарагуа, Копете набув місцеве громадянство і 14 серпня 2014 року дебютував в офіційних іграх у складі національної збірної Нікарагуа в товариському матчі проти збірної Гватемали (0:3).
У складі збірної був учасником розіграшу Золотого кубка КОНКАКАФ 2017 року у США. На турнірі зіграв у всіх трьох матчах групи В, в останньому з яких, проти господарів, отримав червону картку.